# Majagua
Majagua ist ein Municipio und eine Stadt in der kubanischen Provinz Ciego de Ávila.
Das Municipio hat 26.830 Einwohner auf einer Fläche von 538 km², was einer Bevölkerungsdichte von rund 50 Einwohnern pro Quadratkilometer entspricht.